# Херсонська вулиця (Санкт-Петербург)
Херсонська вулиця — вулиця в центрі Санкт-Петербурга, що проходить від проспекту Бакуніна до Синопської набережної. Є продовженням 3-тьої Радянської вулиці.

## Історія
- Спочатку мала назву — Нова вулиця (з 1822 року). Починалася від проспекту Бакуніна, проходила кутом до Невського проспекту, включаючи частину сучасної Виконкомської вулиці.
- 14 липня 1859 року ділянці від проспекту Бакуніна до Виконкомівської вулиці присвоєно назву на честь міста Херсона серед інших вулиць, названих на честь українських губернських міст.
- 13 червня 1902 року продовжено від Виконкомської вулиці до Синопської набережної. Ця ділянка разом з Амбарною вулицею включалася до складу вулиці вже в довіднику 1862 року.

## Соціальні об'єкти
- Будинок № 2А — Центр позашкільної роботи Центрального району;
- будинок № 11 — школа № 167;
- будинок № 14 — Державне унітарне автотранспортне підприємство «Смольнінське»;
- Північно-Західний Телеком;
- будинок № 35 — автопарк № 7 «Спецтранс» автоколона № 9 «Куйбишевська»;
- будинок № 45 — Ленінградський науково-дослідний інститут хімічного машинобудування;
- готель «Москва».

## Визначні пам'ятки

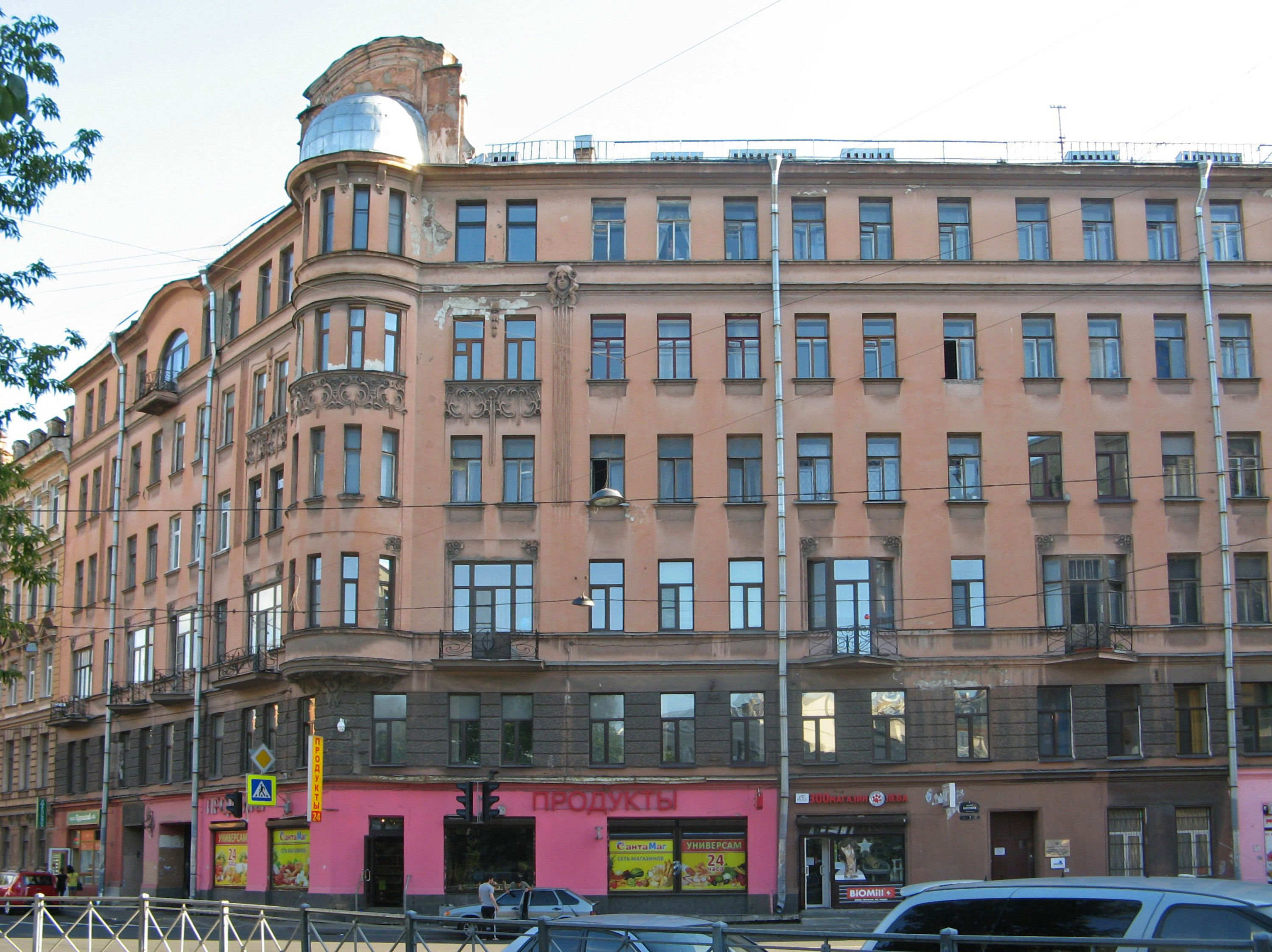
Прибутковий будинок М. П. Шадріна, 2015

- Будинок № 1 (проспект Бакуніна, 7) — прибутковий будинок М. П. Шадріна, 1905—1906 рр., архітектор Леон Богуський. У цьому будинку 1907 року жив академік Володимир Бонч-Бруєвич.
- будинок № 8 — прибутковий будинок Фролова, 1898, архітектор Петро Гільов.
- будинок № 13 (Перекупний провулок, 12) — власний прибутковий будинок архітектора Карла Шмідта, 1900—1901 рр.
- будинок 19 — Прибутковий будинок Олени Фурсіної. Архітектор Вільгельм Шене .
- будинок № 22 — Бадаєвський хлібозавод (найбільший хлібозавод компанії « Каравай»). 1927 р., майстерня архітектора Олександра Микільського.

## Транспорт
- Автобуси : 46, К-187, К-279
- Тролейбуси : 14, 16
- Трамвай : 24